# Bakonykoppány
Bakonykoppány is een plaats (község) en gemeente in het Hongaarse comitaat Veszprém. Bakonykoppány telt 228 inwoners (2001).